# 구유

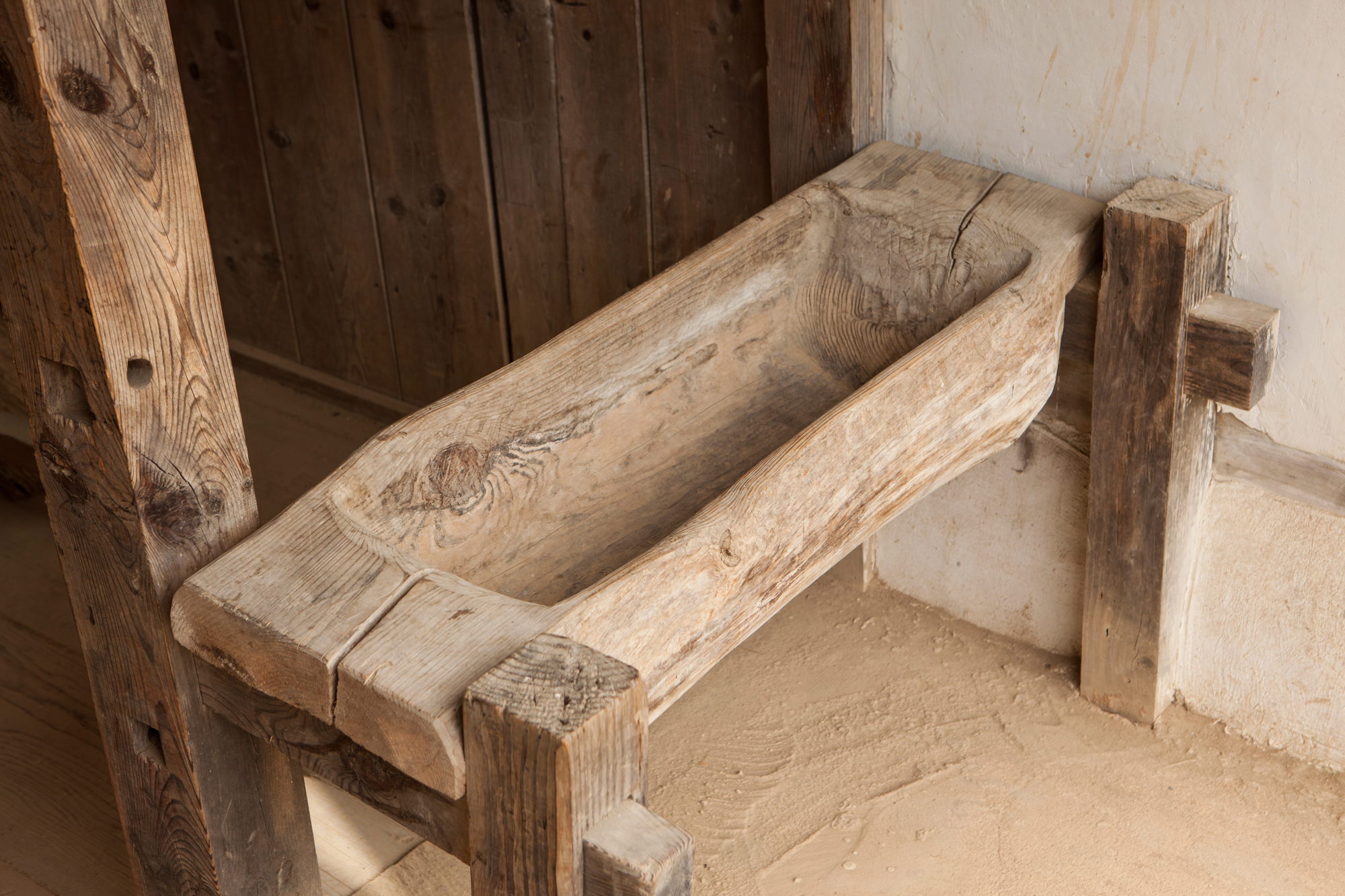
구유

구유는 소나 말 등의 가축에게 먹이를 담아 주는 그릇이다. 흔히 큰 나무토막이나 큰 돌을 길쭉하게 파내어 만든다.
구유는 주로 가축 사육에 사용되며 일반적으로 마구간과 농가에서 발견된다. 또한 자연보호구역 등에서 야생동물에게 먹이를 주는 데에도 사용된다.

## 기독교의 구유
구유는 마리아와 요셉이 부득이하게 손님방이 아닌 마구관에 머물 수밖에 없었을 때 아기 예수를 위한 임시 변통의 침대로서 구유를 사용한 출생 장면과 관련이 있다. (그리스어: Ϭτνι phatnē; 누가복음 2:7)

## 사진 갤러리

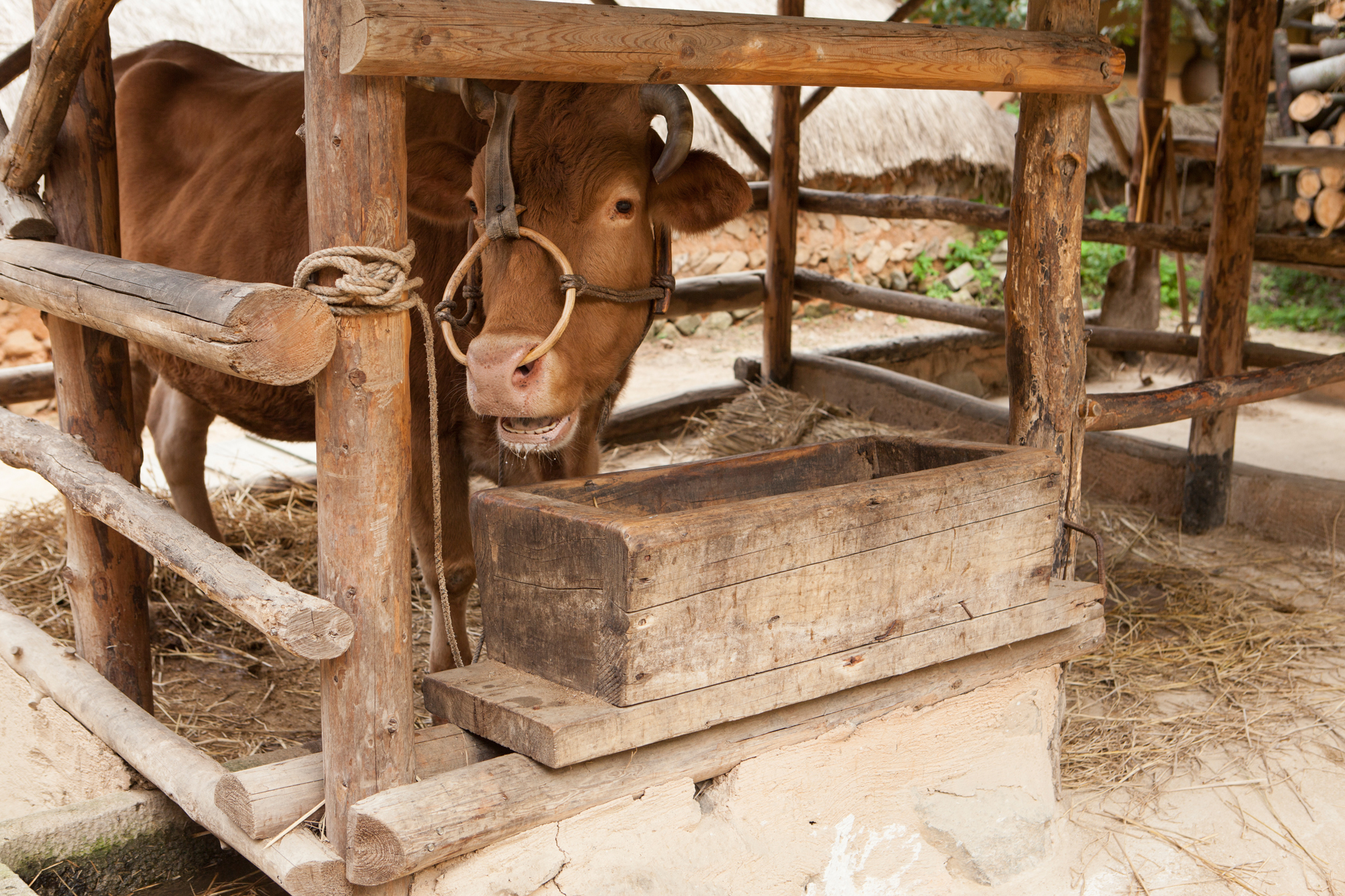
외양간의 구유와 소
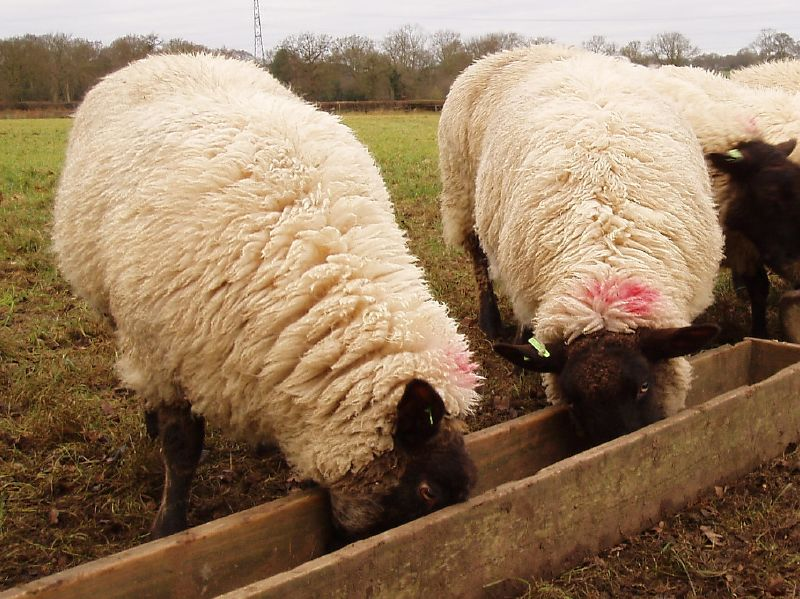
구유에서 먹이를 먹는 양

## 같이 보기
- 여물